# 20世紀

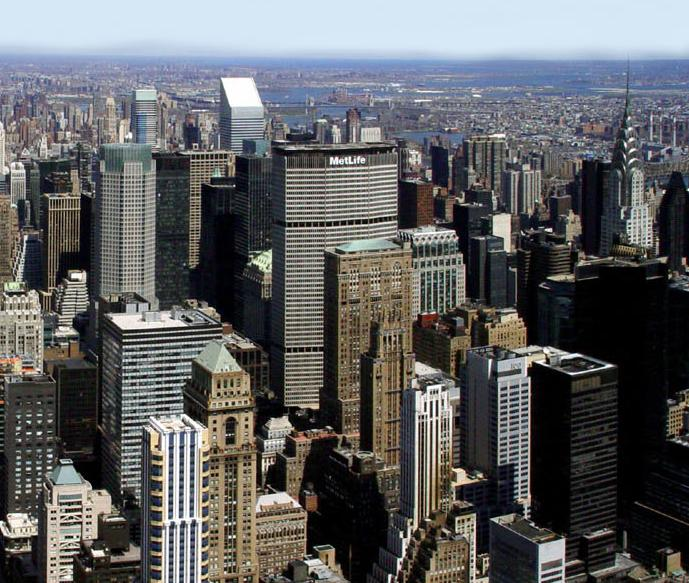
未曽有の経済的繁栄（マンハッタンの摩天楼群）

20世紀（にじっせいき、にじゅっせいき）とは、西暦1901年から西暦2000年までの100年間を指す世紀。2千年紀における最後の世紀である。漢字で二十世紀の他に、廿世紀と表記される場合もある。
20世紀の詳細な出来事（年表）については、「20世紀の十年紀と各年」より各年代、各年の記事を参照。

## 歴史概説
20世紀の人類の科学の発展は著しかった。飛行機、潜水艦、宇宙ロケットの開発により、人類の行動可能な範囲は、空へ深海へ宇宙へと拡大した。そして、北極点、南極点への到達などにより、地球上での人類未踏の地はほぼなくなった。科学の発展は産業の発展をもたらし、大量生産、大量消費の社会を生み出し、人々の生活を豊かにした反面、環境問題など多くの解決しなければならない、諸問題をも生み出した。さらに高度な科学技術は、極めて破壊力の大きい兵器をも作り出し、現在では人類を何度も滅亡させることの出来るほどの核兵器、化学兵器が存在する。
また、産業革命以降に増加のペースが早くなっていた世界人口は、20世紀に入り人口爆発とも呼ばれる急激な増加を見せた。20世紀初頭に約15億人だった世界人口は第二次世界大戦終結後の1950年に約25億人となり、それからわずか50年しか経ってない20世紀末には2倍以上となる約60億人にまで膨れ上がっている。

## 政治経済史

### 帝国主義の崩壊

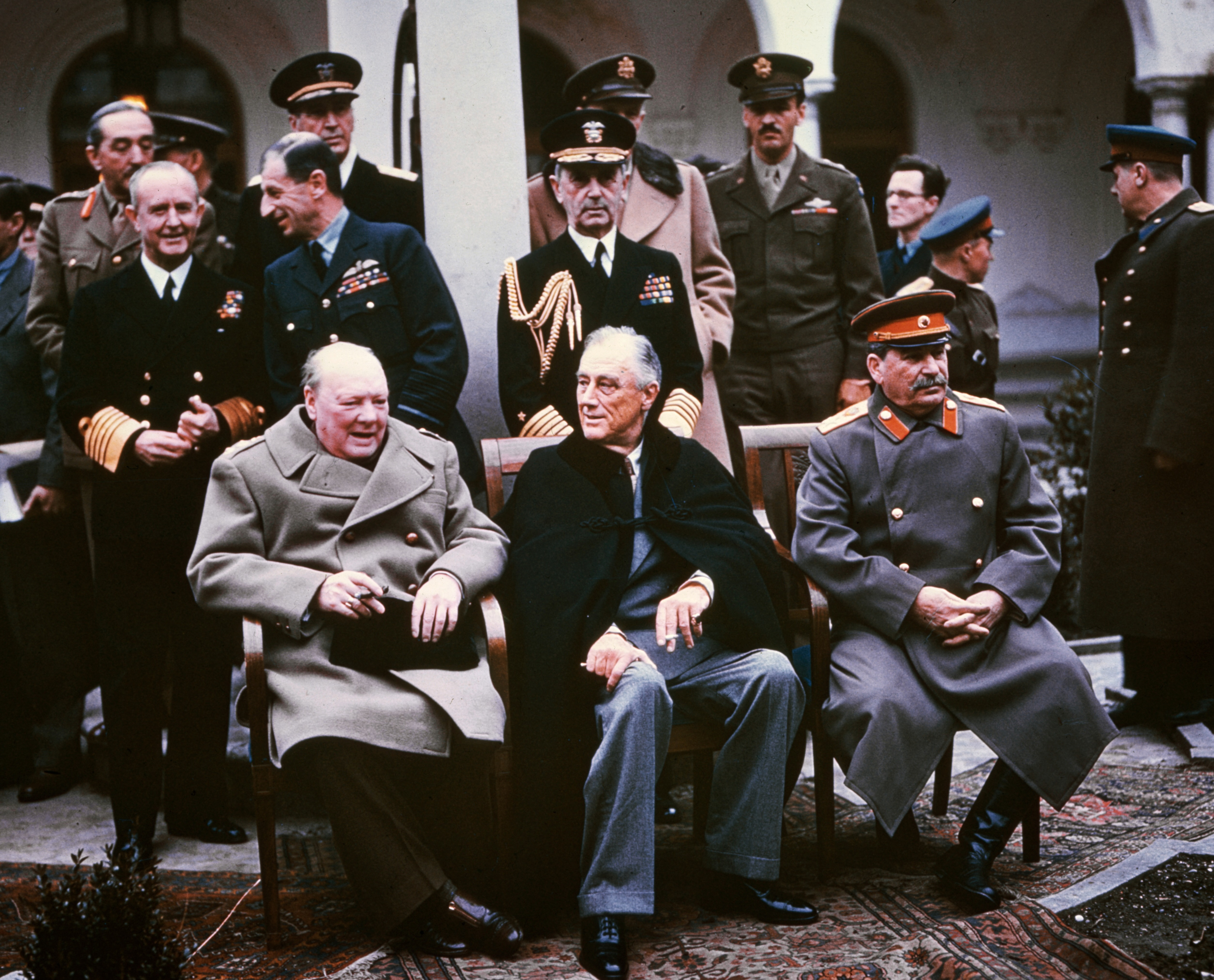
ヤルタ会談（中央ソファー左からチャーチル・ルーズベルト・スターリン）

20世紀は、2度の世界大戦とその後の冷戦、植民地の独立などにより、何度も政治的なパワーバランスの大きな変化が訪れた。19世紀までの西欧列強による植民地争奪競争と市民革命の流れは終了し、20世紀の初頭には列強による本国と獲得した植民地保護（帝国主義体制）を維持するために、勢力均衡による安全保障が図られるようになり、また市民革命や人権問題（白人至上主義等）などにおいては後まわしとされがちだった、社会改革・改良への要求が強まった。また日本の近代化の成功や日露戦争の勝利に刺激され、中国では辛亥革命 が起き、数千年間続いた中国における君主制が終わりを迎えた。また、イスラム圏の民族運動が盛んになった。
列強による勢力均衡が破れた時、第一次世界大戦が勃発した。この大戦は総力戦となり、ヨーロッパは疲弊し国際的な影響力が弱まった。また厭戦気分と専制政治への反感から、ロシア帝国では史上初の社会主義革命が発生し、世界最初の社会主義国家であるソビエト連邦が成立した。この大戦において敗戦国となったオーストリア＝ハンガリー帝国、ドイツ帝国、オスマン帝国もまた、ロシア帝国同様に崩壊し、ローマ帝国以来およそ2000年以上の長きにわたって続いてきたヨーロッパにおける帝国支配の歴史は、名実共に崩壊の時を迎えた。その後の1930年代には世界恐慌が発生し、ここで行き詰った枢軸国と、植民地大国である連合国との間で第二次世界大戦が勃発した。

### 冷戦体制

東西冷戦（赤が共産主義陣営、青が資本主義陣営）

第二次世界大戦が終わると、2度の世界大戦を勝ち抜いたアメリカ合衆国は超大国となり資本主義国を勢力下においた。さらに黒人の公民権運動などによりアメリカの民主主義はより高度なものに発展した。一方、これまで数百年の間欧米諸国、それも第二次世界大戦の勝戦国の植民地となっていたインドや東南アジアでは独立運動が高まり、インドネシア独立戦争を火種に次々と独立していった。東南アジアでの独立運動は同じように、欧米の植民地だった中東やアフリカ大陸にも波及しアフリカの世紀と呼ばれる時期が訪れる。ソ連も大戦中に東欧諸国を衛星国化して超大国となった。両国は対立し冷戦と呼ばれる時代となった。
ヨーロッパ諸国は、アメリカや日本の経済力に対抗するため、EEC（欧州経済共同体）を発足し、さらにEC（欧州共同体）、EU（欧州連合）へと統合を進めた。ナショナリズムの高まりと西欧諸国の弱体化にともない、植民地の大半は独立し、第三世界と呼ばれるようになった。その後、東西の緊張緩和（デタント）の時期も存在したが、再び米ソ間は緊張状態に陥った。ソ連ではゴルバチョフがペレストロイカをすすめるとともに軍縮と緊張緩和につとめ、1989年12月、マルタ会談でジョージ・ブッシュ大統領と冷戦の終結を宣言した。しかし1991年にはソ連共産党の支配体制のゆるみが抑えきれなくなり、ソ連の崩壊を迎えた。東欧諸国ではソ連の支配が緩むと東欧革命がおきて自立し、冷戦時代は過去のものとなった。しかし、冷戦時代に表に現れなかった民族間の対立が露呈し、アフリカやバルカン半島などの各地で民族紛争が発生した。

### 世界経済の発展
アメリカ合衆国や、イギリスをはじめとした欧州諸国では、世界恐慌による経済危機を克服するため、公共事業による雇用確保や景気回復を図ったり、社会保障制度を構築する社会政策に力が注がれた。市場メカニズムを活用しながら、国家が経済に介入することによって、矛盾の克服が目指された（混合経済、大きな政府）。戦後、混合経済政策は社会自由主義政党や社会民主主義政党だけでなく保守政党にも採用されて各国に未曽有の経済成長をもたらし、世界的に経済規模は拡大を続けたが、オイルショック以降、国家にかかる財政的な負担が目立ち始め、多くの国では不況とインフレーションに見舞われた（スタグフレーション）。
そのため、英国や北米、日本などでは1980年代から民間の自発的な活力を期待して、各種の法的な規制を緩め（規制緩和）、公営企業の民営化による解体を行う新自由主義もしくは小さな政府と呼ばれる政策が新保守主義と結びついて推進された。一方、北欧などでは自発的な住民自治を期待して1980年代から政府機関の分権化をすすめ、環境などの新たな価値を取り込んで、福祉国家の再編成がはかられた。ソ連の崩壊で唯一の超大国となったアメリカは、世界をリードしグローバル化を進めることとなった。

## 重大なできごと・発明

### 科学・技術
20世紀科学の特徴としては、以下のような点があげられる。
- 科学とその応用としての技術が緊密に結びつき、科学技術という語がよく用いられるようになった。
- 20世紀前半は物理学、後半は生物学がとくに際立って著しい発展を遂げた。
- 科学研究者の数が非常に増え、科学研究が国家プロジェクトとして推進されるようになった。

理学分野
- 現代物理学 - 相対性理論、量子力学、素粒子物理学、宇宙物理学など
  - 光量子仮説
  - 特殊相対性理論と一般相対性理論の提唱
  - 中間子理論の提唱
- 化学 - 高分子化学の確立
  - 化学合成の発展。合成繊維の普及
  - 創薬技術
  - フラーレンとカーボンナノチューブの発見
- 生物学 - 分子生物学、遺伝学、生理学
  - DNA二重らせん構造の発見。ゲノム研究のはじまり
  - タンパク質研究の発達とプロテオーム研究のはじまり
- 地球科学 - 地球物理学の発展
  - プレートテクトニクス理論の確立、地球内部構造の推定
  - 気象学、海洋学の発展

医学・バイオテクノロジー分野
- 遺伝子組み換え
- 化学療法の発達
  - 抗生物質、抗がん剤などの合成・発見。
- 画像診断 - CT、MRI、PETなどの発明
- 臓器移植
- 精神医学 - 向精神薬の発見。

工学分野
- 原子力の利用
  - 原子炉の実現、原子力発電の普及
  - 核兵器の製造と核実験
  - 放射線医学

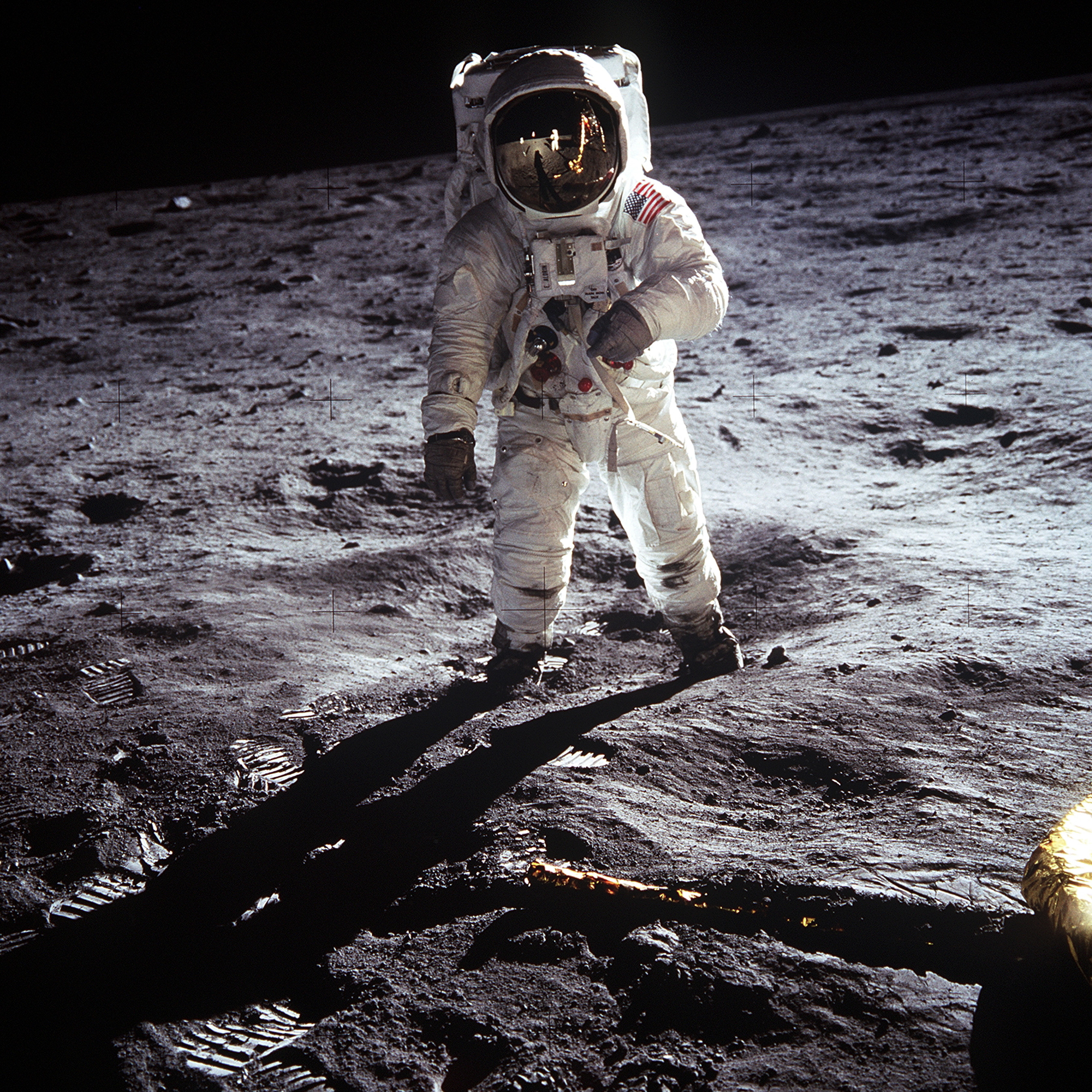
月面着陸（月面でポーズをとるエドウィン・オルドリン〈NASA〉）

- 輸送機器の飛躍的進歩 - 宇宙開発、飛行機、自動車、高速鉄道など
  - 飛行機・ヘリコプターの発明と発展
  - 宇宙ロケットの登場、人工衛星の登場と宇宙開発のはじまり
  - 宇宙探査、有人宇宙飛行や有人月探査の実現
- 情報技術の飛躍的発展
  - 電子式コンピュータの実現と爆発的発展
  - トランジスタや集積回路の発明、情報工学の発達
  - 有線通信・無線通信技術の発達
  - 通信衛星、インターネットによる世界的通信網の発達

ほか多数

### 戦争
- 日露戦争（1904年 - 1905年）

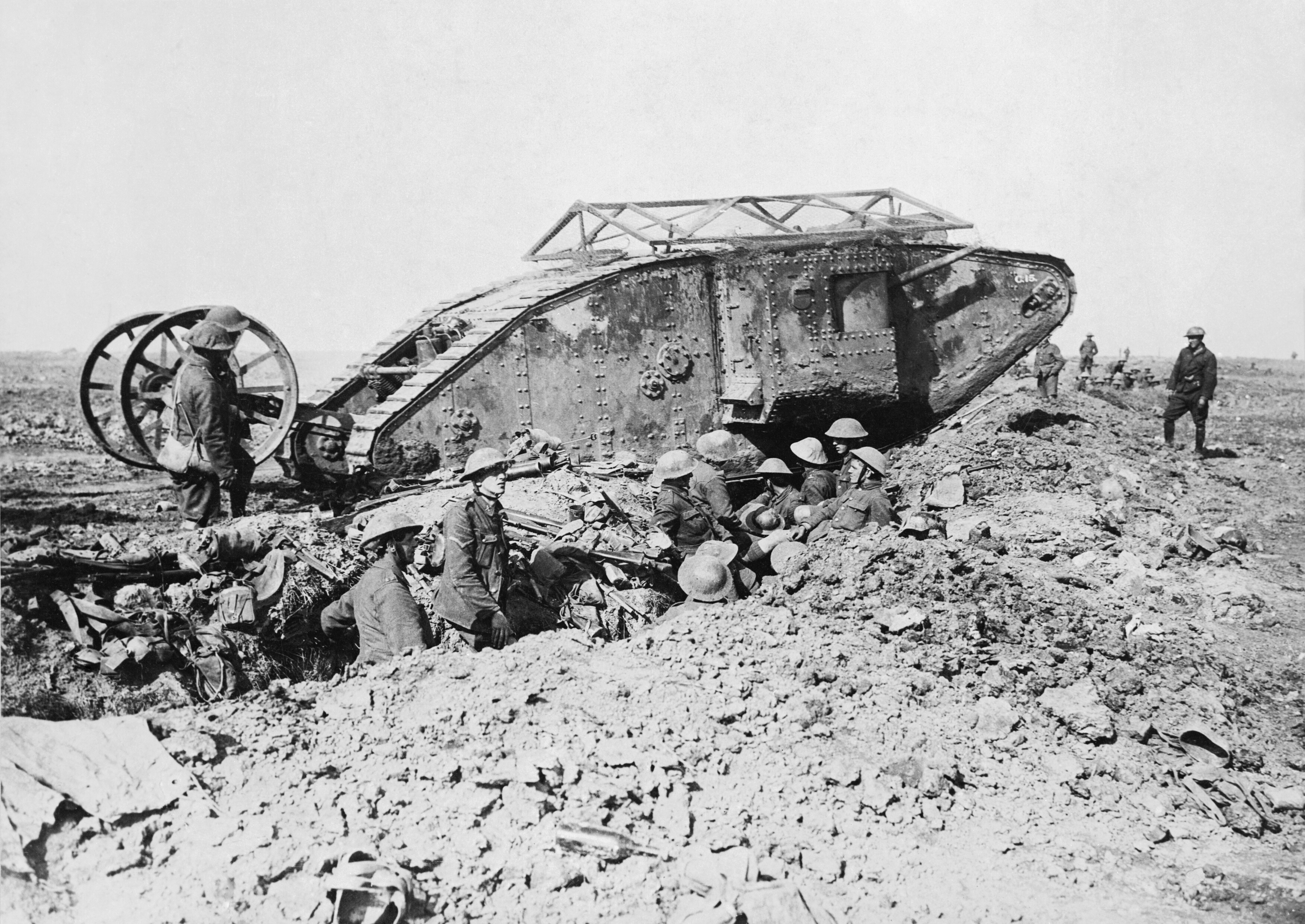
戦車（1916年、ソンムに於けるMk.I戦車“雄型”）

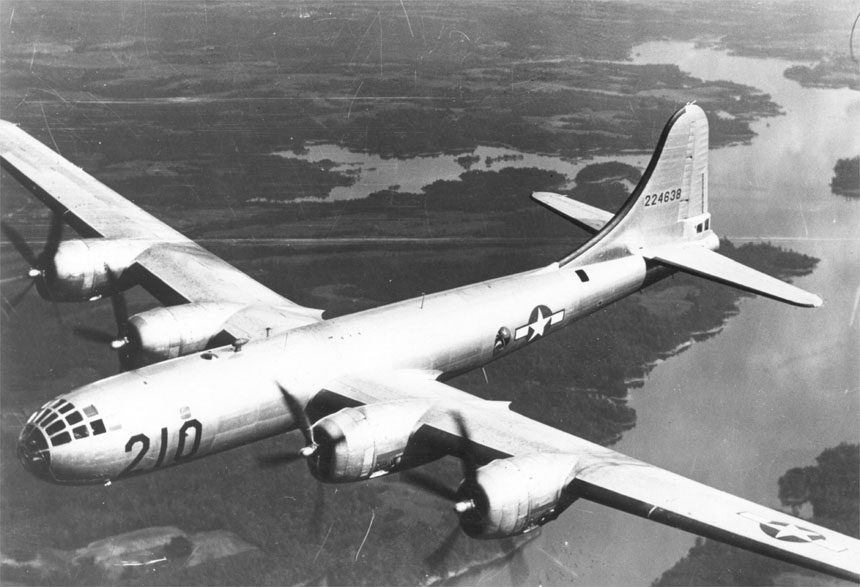
戦略爆撃機（B-29）

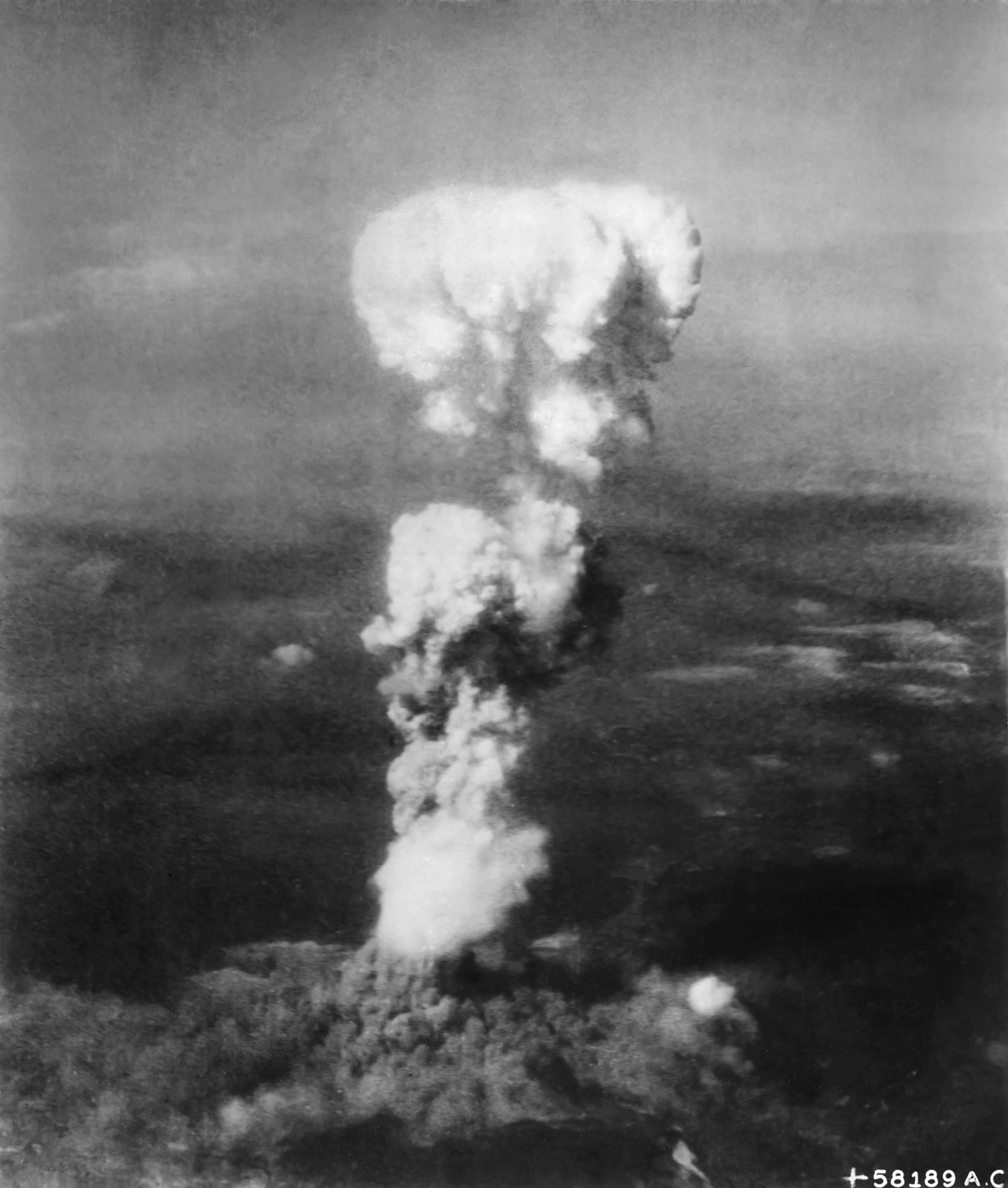
広島原爆のキノコ雲

- バルカン戦争（1912年 - 1913年）
- 第一次世界大戦（1914年 - 1918年）
- ロシア内戦（1918年 - 1922年）
- シベリア出兵（1919年 - 1924年）
- 日中戦争（1937年 - 1945年）
- スペイン内戦（1936年-1939年）
- 冬戦争（1939年 - 1940年）・継続戦争（1941年 - 1944年）
- 第二次世界大戦（1939年 - 1945年）
- 第一次中東戦争（1948年 - 1949年）
- 朝鮮戦争（1950年 - 1953年）
- アルジェリア戦争（1954年-1962年）
- インドシナ戦争（1946年 - 1954年）
- 第二次中東戦争（1956年）
- ベトナム戦争（1963年 - 1975年）
- ビアフラ戦争（1967年 - 1970年）
- 第三次中東戦争（1967年）
- 第四次中東戦争（1973年）
- 中越戦争（1979年）
- アフガン侵攻（1979年-1989年）
- イラン・イラク戦争（1980年 - 1988年）
- ルワンダ紛争　（1990年-1994年）
- 湾岸戦争（1991年）
- ボスニア・ヘルツェゴビナ紛争（1992年-1995年）

### 政治
- 1911年 - 辛亥革命勃発
- 1917年 - ソビエト連邦成立。
- 1920年 - 国際連盟成立。
- 1922年 - オスマン帝国解体。
- 1928年 - 張作霖爆殺
- 世界恐慌（1929年）
- 1931年 - 柳条湖事件、満洲事変勃発
- 1932年 - 満洲国建国、五・一五事件
- 1933年 - 日本が国際連盟脱退。
- 1936年 - 二・二六事件、日独防共協定締結。
- 1937年 - 盧溝橋事件
- 1939年 - ドイツのポーランド侵攻。
- 1940年 - 日独伊三国軍事同盟結成。
- 1941年 - 真珠湾攻撃。
- 1945年 - 広島と長崎への原子爆弾投下。第二次世界大戦終結。国際連合成立。

冷戦（1945年〜1989年）
- 1946年 - 国際連盟解散。
- 1955年 - アジア・アフリカ会議
- 1961年 - ベルリンの壁建設。
- 1962年 - キューバ危機
- 文化大革命（1966年 - 1976年）
- 1973年 - オイルショック
- 1989年 - 天安門事件、東欧革命、ベルリンの壁崩壊

冷戦終結後（1989年〜）
- 1990年 - ドイツ再統一
- 1991年 - ソビエト連邦崩壊。

### 文化
- ノーベルの遺言によりノーベル賞の設立（1901年）
- 共産主義、ファシズム、市民運動、エコロジー、新保守主義などの台頭
- 現代芸術（ダダイスム、未来派、シュルレアリスム、キュビズム、表現主義などの諸潮流）
- 社会主義圏におけるロシア・アヴァンギャルドと社会主義リアリズム
- 現代文学（モダニズム文学、マジックリアリズム、現代詩、実存主義、革命文学、ポストモダン文学などの諸潮流）
- 現代音楽、電子音楽の出現。
- 写真・映画が芸術表現として確立する。
- ジャズやロックなどのポピュラー音楽、映画などの映像メディアによる文化の大衆化
- 1920年代のアメリカから、大量生産・大量消費の生活様式が広まった
- ラジオ・テレビ、社会政策による国民文化の形成
- 近代オリンピックやFIFAワールドカップに代表される、国民的・国際的な大規模スポーツイベントの開催
- 人・モノ・サービスの国境を越えた移動、海外旅行の一般化、文化のグローバル化

### その他
- 衛星放送、国際電話、インターネットの普及による情報の即時化・全世界化
- 石炭から石油へのエネルギー源の転換、電力の大量消費
- 環境問題の世界化、それに対する意識の向上
- 世界人口のかつてない急増（1901年の16億人から2000年には61億人に）

## 人物

### 首脳・君主
- フランツ・ヨーゼフ1世（オーストリア＝ハンガリー帝国皇帝、在位1848年 - 1916年）
- ヴィルヘルム2世（ドイツ帝国皇帝、在位1888年 - 1918年）
- 宣統帝（溥儀）（清朝皇帝、在位1908年 - 1912年。満洲国皇帝、在位1932年 - 1945年）
- ニコライ2世（ロシア帝国皇帝、在位1894年 - 1917年）
- メフメト6世（オスマン帝国スルタン、在位1918年 - 1922年）
- 昭和天皇（大日本帝国及び日本国天皇、在位1926年 - 1989年）
- 佐藤栄作（日本国内閣総理大臣、在任1964年 - 1972年）
- エリザベス2世（イギリス女王、在位1952年〜2022年）
- ヨハネ・パウロ2世（ローマ教皇、在位1978年〜2005年）
- アドルフ・ヒトラー（ナチスドイツ総統、在任1934年 - 1945年）
- ベニート・ムッソリーニ（イタリア首相、在任1928年 - 1943年）
- ネヴィル・チェンバレン（イギリス首相、在任1937年 - 1940年）
- ウィンストン・チャーチル（イギリス首相、在任1940年 - 1945年）
- フランクリン・D・ルーズベルト（第32代アメリカ大統領、任期1933年 - 1945年）
- ハリー・S・トルーマン（第33代アメリカ大統領、任期1945年 - 1953年）
- ドワイト・D・アイゼンハワー（第34代アメリカ大統領、任期1953年 - 1961年）
- ジョン・F・ケネディ（第35代アメリカ大統領、任期1961年 - 1963年）
- リチャード・ニクソン（第37代アメリカ大統領、任期1969年 - 1974年）
- ロナルド・レーガン（第40代アメリカ大統領、任期1981年 - 1989年）
- ジョージ・H・W・ブッシュ（第41代アメリカ大統領、任期1989年 - 1993年）
- シャルル・ド・ゴール（フランス大統領、在任1959年 - 1969年）
- コンラート・アデナウアー（西ドイツ連邦首相、在任1949年 - 1963年）
- ネルソン・マンデラ（南アフリカ大統領、1994年 - 1999年）
- ウラジーミル・レーニン（ソ連、1917年 - 1922年）
- ヨシフ・スターリン（ソ連最高指導者、1922年 - 1953年）
- ニキータ・フルシチョフ（ソ連最高指導者、1953年 - 1964年）
- ミハイル・ゴルバチョフ（ソ連共産党書記長、在任1985年 - 1991年）
- ヨシップ・ブロズ・チトー（ユーゴスラビア首相・大統領、在任1945年 - 1980年）
- マハトマ・ガンディー（インド）
- ジャワハルラール・ネルー（インド首相、1947年 - 1964年）
- 毛沢東（中国共産党中央委員会主席、中華人民共和国の初代指導者、1949年 - 1976年）
- 周恩来（中華人民共和国の初代国務院総理、1949年 - 1976年）
- 蔣介石（中華民国総統、中国国民党総裁、中国時代：1927年 - 1949年、台湾時代：在任1950年 - 1975年）
- 蔣経国（中華民国総統、中国国民党主席、1975年 - 1988年）
- 鄧小平（中国共産党中央顧問委員会主任、中華人民共和国の第2代指導者、1978年- 1989年）
- ホー・チ・ミン（ベトナム、1945年 - 1969年）
- マハティール・ビン・モハマド（マレーシア首相、1981年 - 2003年）
- リー・クアンユー（シンガポール首相、在任1959年 - 1990年）
- プミポン（タイ国王、在位1946年 - 2016年）
- フィデル・カストロ（キューバ国家評議会議長、在任1959年 - 2008年）
- チェ・ゲバラ（キューバなど）
- ルーホッラー・ホメイニー（イラン最高指導者、1979年 - 1989年）
- サダム・フセイン（イラク大統領、在任1979年 - 2003年）

### 産業と科学

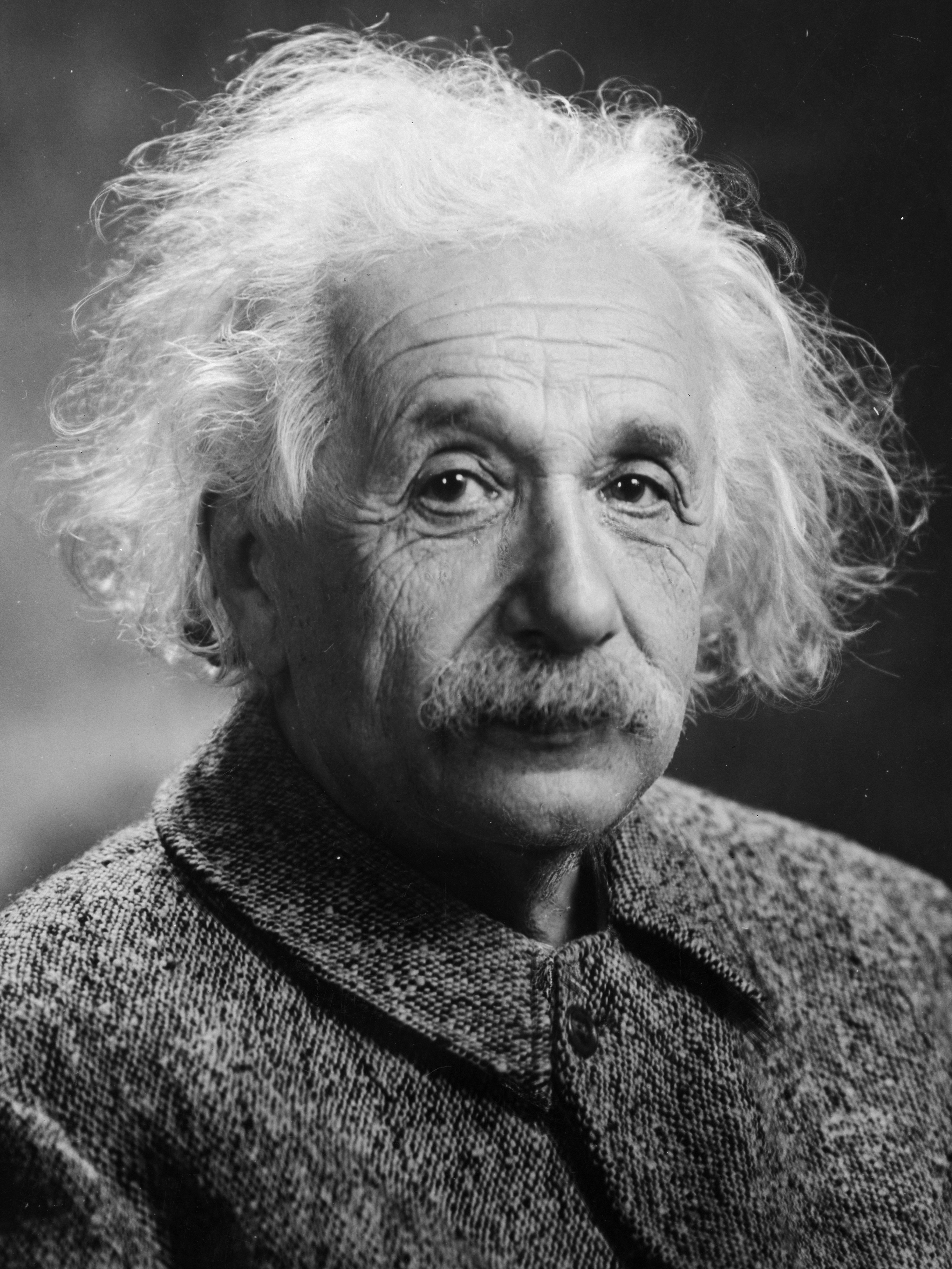
アルベルト・アインシュタイン
Oren J. Turnerによる1947年の写真

- アルベルト・アインシュタイン（物理学者、相対性理論）
- トーマス・エジソン（発明家）
- ライト兄弟（飛行機を発明[2]）
- ヘンリー・フォード（フォード自動車を発明）
- ジョン・フォン・ノイマン（数学者）
- ヴェルナー・フォン・ブラウン（ロケット開発）
- セルゲイ・コロリョフ（ロケット開発）
- ユーリイ・ガガーリン（宇宙飛行士）
- ニール・アームストロング（宇宙飛行士）
- ニコラ・テスラ（発明家）
- バックミンスター・フラー（建築家、物理学者、数学者）
- 安藤百福（日清食品会長）
- 盛田昭夫（ソニー会長）
- アラン・ケイ　（コンピュータ科学者、教育者）
- ビル・ゲイツ（マイクロソフト会長）

### 人権運動
- ヘレン・ケラー（アメリカ）
- マーティン・ルーサー・キング・ジュニア（アメリカ）
- ダライ・ラマ14世（チベット）
- マザー・テレサ（インド）

### 文化
- パブロ・ピカソ（画家）
- サルバドール・ダリ（画家）
- アンリ・マティス（画家）

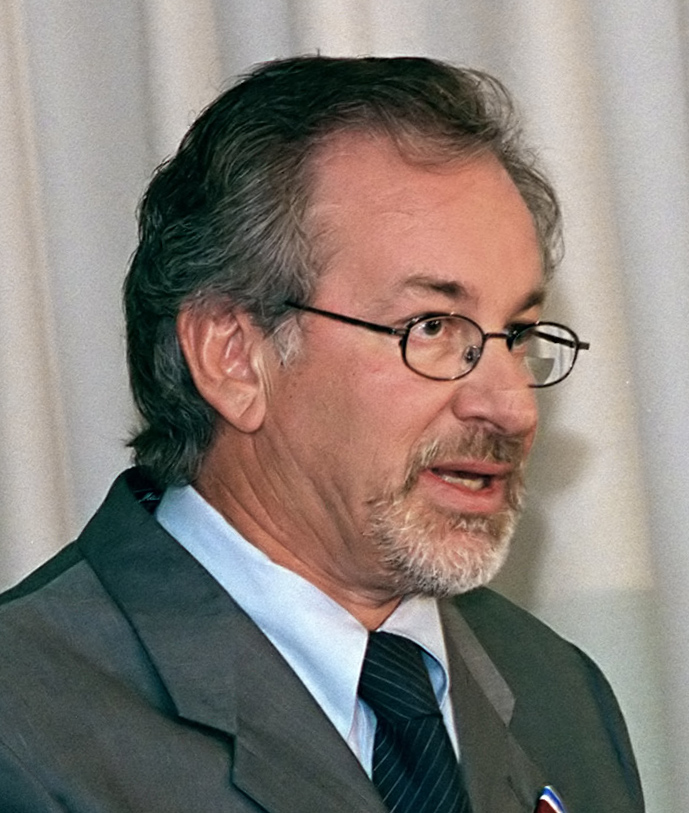
スティーヴン・スピルバーグ

- チャーリー・チャップリン（映画監督・俳優）
- フランツ・カフカ（小説家）
- マルティン・ハイデッガー（哲学者）
- エルンスト・ユンガー（小説家、思想家）
- ウォルト・ディズニー（レジャー）
- アーサー・C・クラーク（小説家）
- マリリン・モンロー（映画俳優）
- オードリー・ヘプバーン（映画俳優）
- ロバート・デ・ニーロ（映画俳優）
- フランク・シナトラ（歌手・俳優）
- ポール・ヴァレリー（作家）
- スティーヴン・スピルバーグ（映画監督）
- 黒澤明（映画監督）
- 三船敏郎（映画俳優）
- 円谷英二（特撮監督）
- 手塚治虫（漫画家）
- 宮崎駿（アニメ監督）
- 宮本茂（ゲームクリエイター）
- フレッド・アステア（俳優、ダンサー、歌手）
- ガリーナ・ウラノワ（バレリーナ）

### 音楽
- クロード・ドビュッシー（1862年 - 1918年）
- ヘルベルト・フォン・カラヤン（1908年 - 1989年）
- モーリス・ラヴェル（1875年 - 1937年）
- アルノルト・シェーンベルク（1874年 - 1951年）
- アントン・ヴェーベルン（1863年 - 1945年）
- イーゴリ・ストラヴィンスキー（1882年 - 1971年）
- ホアキン・ロドリーゴ（1901年 - 1999年）
- アラム・ハチャトゥリアン（1903年 - 1978年）
- ジョン・ケージ（1912年 - 1992年）
- ジョージ・ガーシュウィン（1898年 - 1937年）
- カールハインツ・シュトックハウゼン（1920年 - 2007年）
- ルイ・アームストロング（1901年 - 1971年）
- エルヴィス・プレスリー（1935年 - 1977年）
- ビートルズ（1957年 - 1970年）
  - ジョン・レノン（1940年 - 1980年）
  - ポール・マッカートニー（1942年 - ）
  - ジョージ・ハリスン（1943年 - 2001年）
  - リンゴ・スター（1940年 - ）
- マイケル・ジャクソン（1958年 - 2009年）
- ジョン・ウィリアムズ（1932年 - ）

### スポーツ
- ベーブ・ルース（野球選手）
- アベベ・ビキラ（マラソン選手）
- カール・ルイス（陸上選手）
- モハメド・アリ（ボクサー）
- 山下泰裕（柔道選手）
- ディエゴ・マラドーナ（サッカー選手）
- ペレ（サッカー選手）
- マイケル・ジョーダン（バスケットボール選手）
- アイルトン・セナ（カーレーサー）
- ナディア・コマネチ（体操選手）
- 双葉山定次（大相撲力士）

### その他
- アナスタシア皇女
- ダイアナ・スペンサー
- アル・カポネ